# جامعه‌آباد، پاکستان
جامعه‌آباد (به انگلیسی: Jamia Abad) یک شهرک در پاکستان است که در ناحیه چنیوت واقع شده‌است.